# Побєда (платформа, Київський напрямок МЗ)
Побєда — зупинний пункт Київського напрямку МЗ та маршруту  МЦД-4 в Наро-Фоминському міському окрузі, Московська область, Росія.

## Опис
На платформі зупиняються приміські електропоїзди, прямуючі далі до Апрелєвки, Нари, Малоярославця, Калуги I, а також на Бекасово-Сорт. та Хрести.
За платформою у бік станції Апрелівка знаходиться моторвагонне депо ТЧ-20 Апрелєвка.
На 2020 року на зупинному пункті — дві берегові платформи та дві колії.
На північний захід у виїмці знаходиться одна витяжна тупикова колія від депо (до п.п. не відноситься).
Платформи з'єднані надземним переходом (конкорсом), через який здійснюється вхід/вихід.